# 阿曼深海擬三棘魨
阿曼深海擬三棘魨，為輻鰭魚綱魨形目擬三刺魨亞目擬三棘魨科的其中一種，為深海魚類，分布於印度洋肯亞外海海域，棲息深度291公尺，生活習性不明。